# F. & G. Beijers förlag

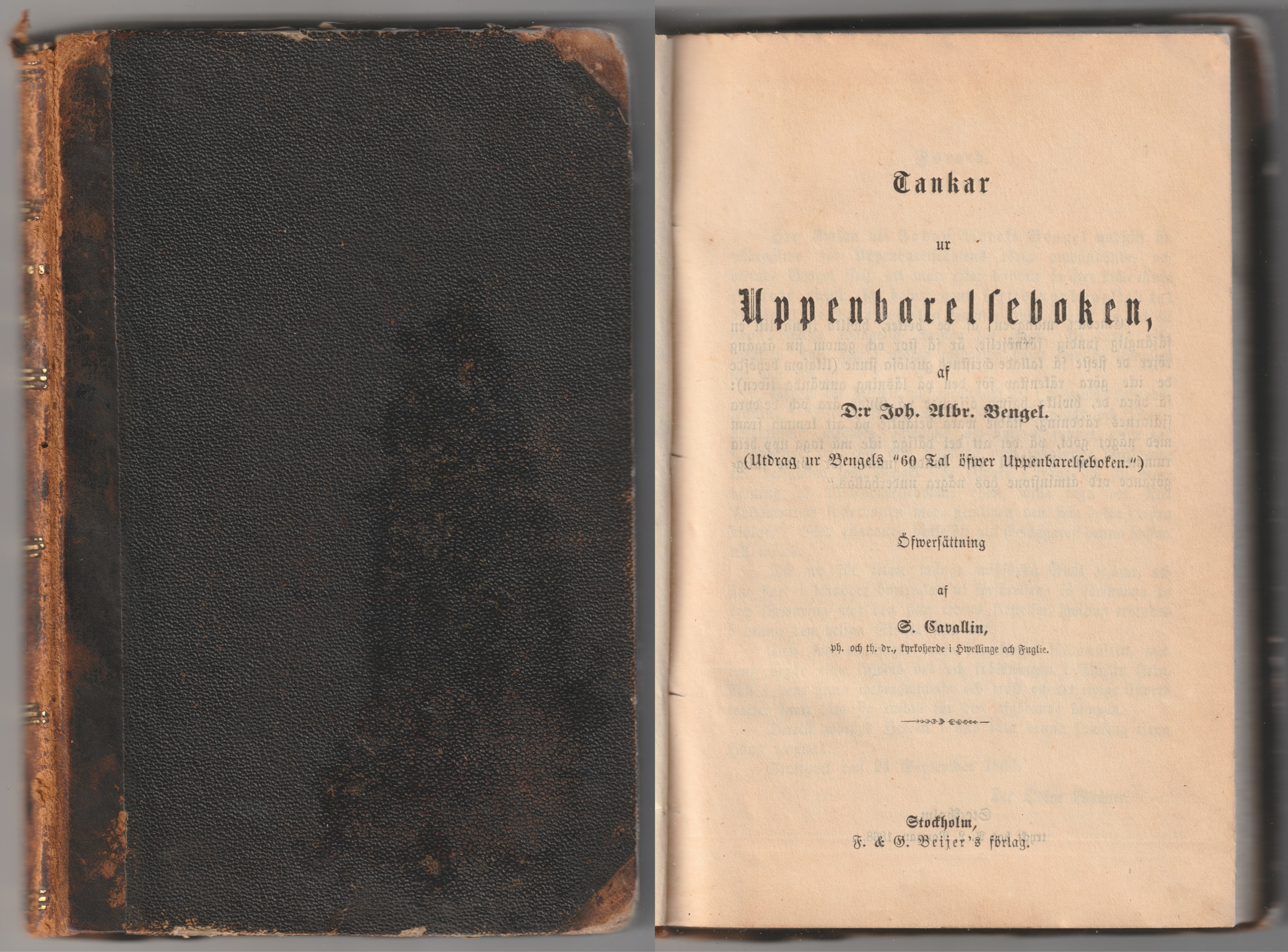
Bok utgiven 1868 av F. & G. Beijers förlag: Tankar ur Uppenbarelseboken av Johann Albrecht Bengel i svensk översättning av Severin Cavallin

F. & G. Beijers förlag var ett bokförlag i Stockholm, verksamt mellan åren 1868 och 1917.
Förlaget grundades av Frans Beijer och hans bror Gottfrid (1835-1870) som 1868 köpte Nils Magnus Lindhs bokförlag i Örebro och flyttade verksamheten till Stockholm. Flera andra företag köptes upp och inlemmades: 1874 Abraham Bohlins förlag i Örebro, 1879 P. Hansellis förlag, 1882 Centraltryckeriet, 1886 Nils Gleerups förlag och H. Klemmings förlag, 1891 Oscar L. Lamms förlag och 1892 Arrhenius' förlag. År 1892 i ombildades firman som aktiebolag och upptog Z. Hæggströms förlag, Ivar Hæggströms förlag och Hjalmar Kinbergs förlag. Det resulterande F. & G. Beijers bokförlagsaktiebolag var ett av Sveriges största förlag. Frans Beijer ordnade välkända bokauktioner av förlagens restupplagor över hela Sverige, i Finland och USA. Förlaget gick också bland annat, genom Frans Beijers försorg, in som en av huvudgivarna till polarforskaren Adolf Erik Nordenskiölds resa över Nordostpassagen och tackades för detta genom att få ge ut Nordenskiölds egna berättelser om resan i två band. Från 1871 var förlaget kontrakterat att trycka och förlägga all den litteratur som Samfundet Pro Fide et Christianismo utgav.
Bolaget gick omkull år 1899, varvid Frans Beijer drog sig tillbaka, men rekonstruerades 1900 och drevs vidare under namnet Beijers Bokförlagsaktiebolag tills det 1917 införlivades i Albert Bonniers Förlag.
Förlaget har utgivit bland annat:
- Christian Cavallin: Latinskt skol-lexikon (1910)

samt många religiösa verk, till exempel:
- J.C.F. Haeffner: Svensk Koralbok, Ny upplaga (utgivningsår ej angivet men före 1921)
- Gamla Testamentet med kommentarer av Peter Fjellstedt